# 31904 Haoruochen
31904 Haoruochen è un asteroide della fascia principale. Scoperto nel 2000, presenta un'orbita caratterizzata da un semiasse maggiore pari a 2,3771886 UA e da un'eccentricità di 0,0973363, inclinata di 6,63701° rispetto all'eclittica.